# Delta encoding
Delta encoding también conocido como "Delta compression" o "differential compression", es una técnica de compresión de archivos que se sale de los paradigmas convencionales de compresión, ésta se basa en la compresión compacta del archivo.
Una función Delta hace referencia a la diferencia entre dos instancias de determinado objeto, en el caso de los archivos a respaldar, una función Delta para estos se refiere a la diferencia que existe dentro de un mismo archivo en dos versiones distintas. El algoritmo Delta encoding tiene como objetivo obtener solamente los bytes que han sido modificados desde la última versión del archivo, permitiendo reducir considerablemente el tamaño de éste y lograr una optimización del uso de la red al momento de realizar un respaldo. Una vez que se tiene comprimido un archivo, se puede obtener el archivo original teniendo la versión de referencia del archivo y el archivo generado por el algoritmo de Delta encoding.